# 高萩市民の歌
- 日本 > 茨城県 > 高萩市 > 高萩市民の歌
- 日本 > 市町村 > 市町村歌 > 茨城県の市町村歌一覧 > 高萩市民の歌

「高萩市民の歌」（たかはぎしみんのうた）は、日本の茨城県高萩市が制定した市民歌である。作詞・寺崎途至夫、補作・森菊蔵、作曲・山路進一。
本記事では市民歌と同時に制定された市民音頭「高萩市民ばやし」（たかはぎしみんばやし）についても解説する。

## 解説
1974年（昭和49年）に高萩市の市制20周年を記念し「市民がいつでもどこでも愛唱できる市民の歌」を制定意義として作成された。歌詞は先に『市報たかはぎ』を通じて懸賞募集を行い、その入選作を基に詩人で東京企画を主宰していた森菊蔵が補作したものが採用されている。
歌詞では2番に1972年（昭和47年）竣工の花貫ダムが取り上げられている。高萩市はかつての常磐炭田の一角を占め石炭を産出していた地域だが、市民歌制定の3年前に市内の炭鉱は全て閉山した。そのため、隣接する北茨城市が7年前に制定した「北茨城市民歌」の3番で「常磐炭鉱の 黒ダイヤ」と石炭の産出を謳い上げているのとは対照的に「高萩市民の歌」では（歴史的な事物としても）炭鉱を取り上げていない。
レコーディングは「高萩市民ばやし」が先行して行われ、追ってアンサンブル・ボッカが歌唱する市民歌をB面に収録したシングル盤（規格品番：PLS-7186）が日本コロムビアにより製造された。市民歌の発表演奏は同年10月10日開催の第1回市民音楽祭で行われ、以降も公民館や市内諸団体の行事で斉唱されている。市の公式サイトでは歌詞を紹介しているが、楽譜や試聴音源は提供されていない。

### 高萩市民ばやし
高萩市の市民音頭「高萩市民ばやし」は市民歌と同じ1974年（昭和49年）夏の高萩まつりに合わせて選定された楽曲である。作詞・森菊蔵、作曲・矢吹光。作詞は高萩市から市民歌の選定作業を依頼された東京企画を主宰する森自身が手掛けており、前述の通り都はるみの歌唱によりコロムビアがレコードを製造した。